# Östra Oxtjärnen, Jämtland
Östra Oxtjärnen är en sjö i Bräcke kommun i Jämtland och ingår i Ljungans huvudavrinningsområde.